# Fossmoen
Fossmoen est une localité du comté de Troms, en Norvège.

## Géographie
Administrativement, Fossmoen fait partie de la kommune de Målselv.